# 鄭衍峰
鄭衍峰（英語：Leonard Cheng Hin Fung，1991年7月13日—），加拿大籍香港男主持、娛樂新聞節目主持、司儀及演員，現為無綫電視經理人合約藝員。

## 簡歷
鄭衍峰從小在加拿大溫哥華成長，曾就讀於九龍塘學校(小學部)，他2013年畢業於英屬哥倫比亞大學（主修經濟學與亞洲研究系），2015至2016年間曾任職國泰航空空中服務員、加拿大中文電台（CJVB）唱片騎師及新時代電視（Fairchild TV）節目主持，作品包括《小心華之里》、《熒幕八爪娛》、《Amazing Seoul》和《Vantastic》等。2016年8月，杜之克、樂易玲、余詠珊到溫哥華擔任《型．男家族》選拔比賽評判，同時接見一眾新時代電視節目主持，他應邀面試且獲得余詠珊賞識，並受到前同事李婉華鼓勵，隨即簽約而獨自回流香港發展。
鄭衍峰正式成為無綫電視旗下經理人合約藝員後，首項工作是擔任TVB娛樂新聞台、J2「StarTalk」主持；2017年跟鄺潔楹主持旅遊節目《3日2夜》，受到不少網民注目。2020年，他因與2016年度香港小姐競選冠軍馮盈盈交往而再受注視，繼而在7月加入《#後生仔傾偈》成為主持之一。

## 演出作品

### 電視劇
| 首播     | 劇名                     | 角色                     |
| 無綫電視 |                          |                          |
| 2017年   | 築·動·愛                 | 超（第2集）              |
| 2017年   | 老表，畢業喇！           | 「補習·成」前職員        |
| 2018年   | 跳躍生命線               | 球 友（第4集）           |
| 2018年   | 是咁的，法官閣下         | 年輕大律師               |
| 2018年   | 兄弟                     | 拳賽職員（第7集）        |
| 2019年   | 愛·回家之開心速遞        | Leo（第558、614集）      |
| 2019年   | 愛·回家之開心速遞        | 凡 高（第651集起）       |
| 2020年   | 愛·回家之開心速遞        | 主 持（第766集）         |
| 2020年   | 機場特警                 | 刑事偵緝處探員（第25集） |
| 2020年   | 使徒行者3                | 魏進風手下               |
| 2021年   | 十月初五的月光           | 宅男賣家（第8集）        |
| 2022年   | 青春不要臉               | 路其發                   |
| 2022年   | 鐵拳英雄                 | 小混混（第30集）         |
| 2023年   | 你好，我的大夫           | 成子謙                   |
| 2023年   | 新聞女王                 | 姚懷恩（Roy）            |
| 2024年   | 法證先鋒VI：倖存者的救贖 | 李啟                     |
| 邵氏兄弟 |                          |                          |
| 2025年   | 執法者們                 | Angus                    |

### 綜藝節目
| 首播     | 節目名                              | 備註                             |
| 無綫電視 |                                     |                                  |
| 2019年   | 眼睛去旅行                          | 固定演出                         |
| 2020年   | #溫哥華後生仔傾吓偈                   | 固定演出                         |
| 2020年   | 流行都市                            | 固定演出                         |
| 2020年   | 娛樂大家                            | 第四輯、固定演出（娛樂家族成員） |
| 2020年   | 星光熠熠耀保良                      | 固定演出                         |
| 2020年   | 衝上雲霄大選                        | 固定演出                         |
| 2021年   | 明星運動會                          | 固定演出                         |
| 2021年   | We Miss Hong Kong STAY-cation晉級賽 | 固定演出                         |
| 2021年   | 煮戰                                | 固定演出                         |
| 2021年   | 代溝關注組                          | 固定演出                         |
| 2023年   | 不可能任務                          | 固定演出                         |
| 2023年   | 獎門人秋季感謝祭                    | 固定演出                         |
| 2023年   | 萬千星輝賀台慶                      | 固定演出                         |
| 2023年   | 歡樂滿東華2023                      | 固定演出                         |

### 主持節目
| 首播          | 節目名                                       | 備註                                                                             |
| 新時代電視    |                                              |                                                                                  |
| 2014 - 2016年 | 熒幕八爪娛                                   | 主持之一                                                                         |
| 2014 - 2016年 | Amazing Seoul                                | 主持                                                                             |
| 2014 - 2016年 | Vantastic                                    | 主持                                                                             |
| 2015年        | 温哥華華裔小姐競選2015                       | 主持                                                                             |
| 無綫電視      |                                              |                                                                                  |
| 2016 - 2021年 | TVB娛樂新聞報道                              | 娛樂新聞台粵語主播之一                                                           |
| 2017 - 2018年 | 一周八爪娛                                   | 主持（與黃愷怡、駱胤鳴及林希靈）                                                 |
| 2017年        | 3日2夜                                       | 第一輯 第119 - 122集主持（與鄺潔楹）                                             |
| 2018年        | 3日2夜                                       | 第二輯 第13、14集主持（與陳詩欣）                                                |
| 2019年        | 3日2夜                                       | 第三輯 第3、4集主持（與蘇可欣）                                                  |
| 2019年        | 大灣區 活好D                                 | 第二輯 中山篇主持（與謝芷倫）                                                    |
| 2019年        | 眼睛去旅行                                   | 主持                                                                             |
| 2019年        | 首爾星星團                                   | 主持（與劉晨芝）                                                                 |
| 2019年        | 2019娛樂繽Fun大派對                          | 主持之一                                                                         |
| 2020 - 2021年 | #後生仔傾偈                                  | 主持之一（第582集起）                                                            |
| 2021年        | 港產旅行團                                   | 主持（與曾淑雅、林穎彤、戴祖儀及歐陽偉豪）                                       |
| 2021年        | 識貨                                         | 主持（與鄭裕玲及孔德賢）                                                         |
| 2021年        | 全城迎奧運                                   | 主持（與鄭裕玲、孔德賢及農夫）                                                   |
| 2021年        | 2020東京奧運                                 | 主持之一（J2）                                                                   |
| 2021年        | 麻雀鬥室三決一                               | 主持（與薛家燕、林盛斌、吳若希及戴祖儀）                                         |
| 2021年        | 歡樂滿東華2021                               | 主持（與鄧梓峰、陳百祥、區永權、崔建邦、黎芷珊、汪明荃、陳庭欣及戴祖儀）         |
| 2021年        | 識貨2                                        | 主持（與鄭裕玲及孔德賢）                                                         |
| 2021年        | 聖誕靚女價俾你                               | 主持                                                                             |
| 2022年        | Tell Me Wine                                 | 主持（與陳聖瑜）                                                                 |
| 2022年        | 新春靚價到                                   | 主持                                                                             |
| 2022年        | 同心同行齊抗疫                               | 主持（與朱凱婷及黃庭鋒）                                                         |
| 2022年        | 金虎獻瑞耀保良                               | 主持（與汪明荃及馮盈盈）                                                         |
| 2022年        | 博愛歡樂傳萬家                               | 主持（與林盛斌、汪明荃及麥美恩）                                                 |
| 2022年        | 北京冬季奧運2022                             | 主持之一                                                                         |
| 2022年        | 居家抗疫後援隊                               | 主持                                                                             |
| 2022年        | 講你都唔信                                   | 主持（與曾志偉、錢嘉樂、馮盈盈、丁子朗、江嘉敏、方紹聰及林秀怡）                 |
| 2022年        | 日日媽媽好                                   | 主持（與余安安及羅敏莊）                                                         |
| 2022年        | 英格蘭足總盃2021/2022決賽 – 車路士 對 利物浦 | 主持（與黃庭鋒及孔德賢）                                                         |
| 2022年        | 尋寶記                                       | 主持（與黃婧靈）                                                                 |
| 2022年        | 明愛暖萬心                                   | 主持（與汪明荃及宋宛穎）                                                         |
| 2022年        | 樓價有得估                                   | 主持（與鄭裕玲及周奕瑋）                                                         |
| 2022年        | 香港尋情味                                   | 主持（與關嘉敏）                                                                 |
| 2022年        | 台慶High5齊齊buy                             | 主持                                                                             |
| 2022年        | 答得快 好世界                                | 主持（與張秀文）                                                                 |
| 2022年        | 香港小姐再競選                               | 主持（與黃庭鋒、周奕瑋、林正峰）                                                 |
| 2022年        | 萬千星輝賀台慶                               | 二十主持之一                                                                     |
| 2022年        | 歡樂滿東華2022                               | 主持（與鄧梓峰、陳百祥、陸浩明、崔建邦、黎芷珊、汪明荃、麥美恩、梁凱晴及宋宛穎） |
| 2023年        | 新春保良迎金兔                               | 主持（與汪明荃、林盛斌、余思霆）                                                 |
| 2023年        | 健康必殺食                                   | 主持（與陸浩明）                                                                 |
| 2023年        | 善心滿載仁愛堂                               | 主持                                                                             |
| 2024年        | J Sport                                      | 主持                                                                             |

### 電台節目
| 首播           | 節目名                  | 備註                 |
| 加拿大中文電台 |                         |                      |
| 2010 - 2015年  | 小心華之里              | 主持之一（與李婉華） |
| 2011 - 2012年  | 火速上位                | 主持之一             |
| 2013 - 2015年  | 深宵看更                | 主持之一             |
| 2014 - 2015年  | 加拿大至Hit中文歌曲總選 | 主持                 |

## 曾獲獎項與提名
| 年份   | 獎項                                   | 結果     |
| ------ | -------------------------------------- | -------- |
| 2020年 | 萬千星輝頒獎典禮2020「最佳節目主持」   | 提名     |
| 2021年 | 萬千星輝頒獎典禮2021「最佳男主持」     | 提名     |
| 2021年 | 萬千星輝頒獎典禮2021「飛躍進步男藝員」 | 提名     |
| 2022年 | 萬千星輝頒獎典禮2022「最佳男主持」     | 提名     |
| 2022年 | 萬千星輝頒獎典禮2022「飛躍進步男藝員」 | 最後十強 |

## 資料來源
1. ↑  . 東方新地. 2020-05-26  [2021-03-21]. （原始内容存档于2021-05-03）.
2. ↑  . 香港經濟日報. 2021-01-06  [2021-03-21]. （原始内容存档于2021-05-04）.
3. ↑  . 無綫電視.   [2020-05-16]. （原始内容存档于2020-05-25）.
4. ↑  . 香港01. 2020-04-14  [2021-03-21]. （原始内容存档于2021-08-04）.
5. ↑  . 流動新聞. 2020-02-07  [2020-05-16]. （原始内容存档于2020-05-25）.
6. ↑  . 城市電視. 2017-06-28  [2019-02-20]. （原始内容存档于2019-02-21）.
7. ↑  . 明報周刊. 2020-04-16  [2021-03-21]. （原始内容存档于2022-05-27）.
8. ↑  . 香港01. 2018-10-11  [2019-02-18]. （原始内容存档于2019-02-18）.
9. ↑  . 香港01. 2017-10-15  [2019-02-18]. （原始内容存档于2019-02-19）.
10. ↑  . 香港經濟日報. 2020-05-06  [2020-05-16]. （原始内容存档于2020-05-25）.
11. ↑  . 明報 OL 網. 2020-05-09  [2020-05-16]. （原始内容存档于2020-05-25）.
12. ↑  . 香港01. 2018-12-09  [2019-02-18]. （原始内容存档于2019-02-19）.

## 外部連結
- 鄭衍峰的Facebook專頁
- 鄭衍峰 Leonard Cheng的Facebook專頁
- 鄭衍峰的Instagram帳戶